# Ztužená vzducholoď

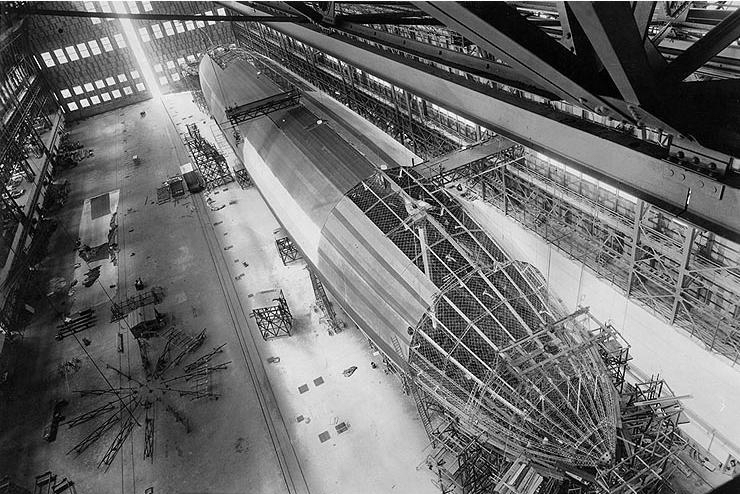
Konstrukce USS Shenandoah (ZR-1) z roku 1923. Na snímku je dobře patrná kostra lodi

Ztužená vzducholoď je vybavena kompletní kostrou, která zajišťuje zachování aerodynamického tvaru za všech okolností. Uvnitř tělesa vzducholodi jsou umístěny plynové vaky (plynové oddíly), které však nemají vliv na tvar vzducholodi. Proto se ztužená vzducholoď obejde bez balonetů. Ztužené vzducholodi byly největší létající stroje, které kdy byly vyrobeny.